# Музей Драхтена
Музей Драхтена (також Музей DR8888) — художній музей, розташований у нідерландському місті Драхтен, у провінції Фрисландія. Музей присвячений фризькому образотворчому мистецтву XX століття, зокрема, мистецьким течіям авангардизму і дадаїзму.

## Опис
Музей розташований в історичному центрі міста, у приміщенні старого францисканського монастиря.
Основою музейної експозиції є твори митців XX століття, які народились чи мешкали у Фрисландії. В колекції є твори уродженців Драхтена — скульптора Піра Пандера і художника-ілюстратора Сйорда де Рооса, представників нідерландського авангарду, експресіонізму, дадаїзму та, зокрема, групи «Стиль» — Тео ван Дусбурга, Курта Швіттерса, Еверта і Тейса Рінсема, Яна ван дер Бея (нід. Jan van der Bij), Клааса Коопманса (нід. Klaas Koopmans), Герріта Беннера (нід. Gerrit Benner). Також є твори митців, що працювали у традиційному стилі, зокрема, Ідса Вірсми та Сірда Геертсми, і сучасних фризьких художників — Анне Феддема, Яна Ломана і Буле Брегмана.
Окрім творів образотворчого мистецтва, у музеї експонується колекція археологічних знахідок доісторичного періоду та бронзової доби, знайдених в околицях міста. Значну частину колекції складає посуд неолітичної культури лійчастого посуду. 
Проводяться різноманітні тимчасові виставки, концерти, лекції. В музеї діє досить велика бібліотека книг на художню тематику, присвячена мистецьким течіям, митцям і історії мистецтва у Фрисландії.

## Експонати

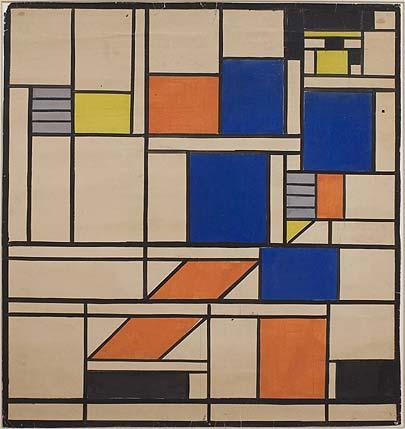
Дизайн для вітражного вікна, Тео ван Дусбург, 1921-1922 рр.
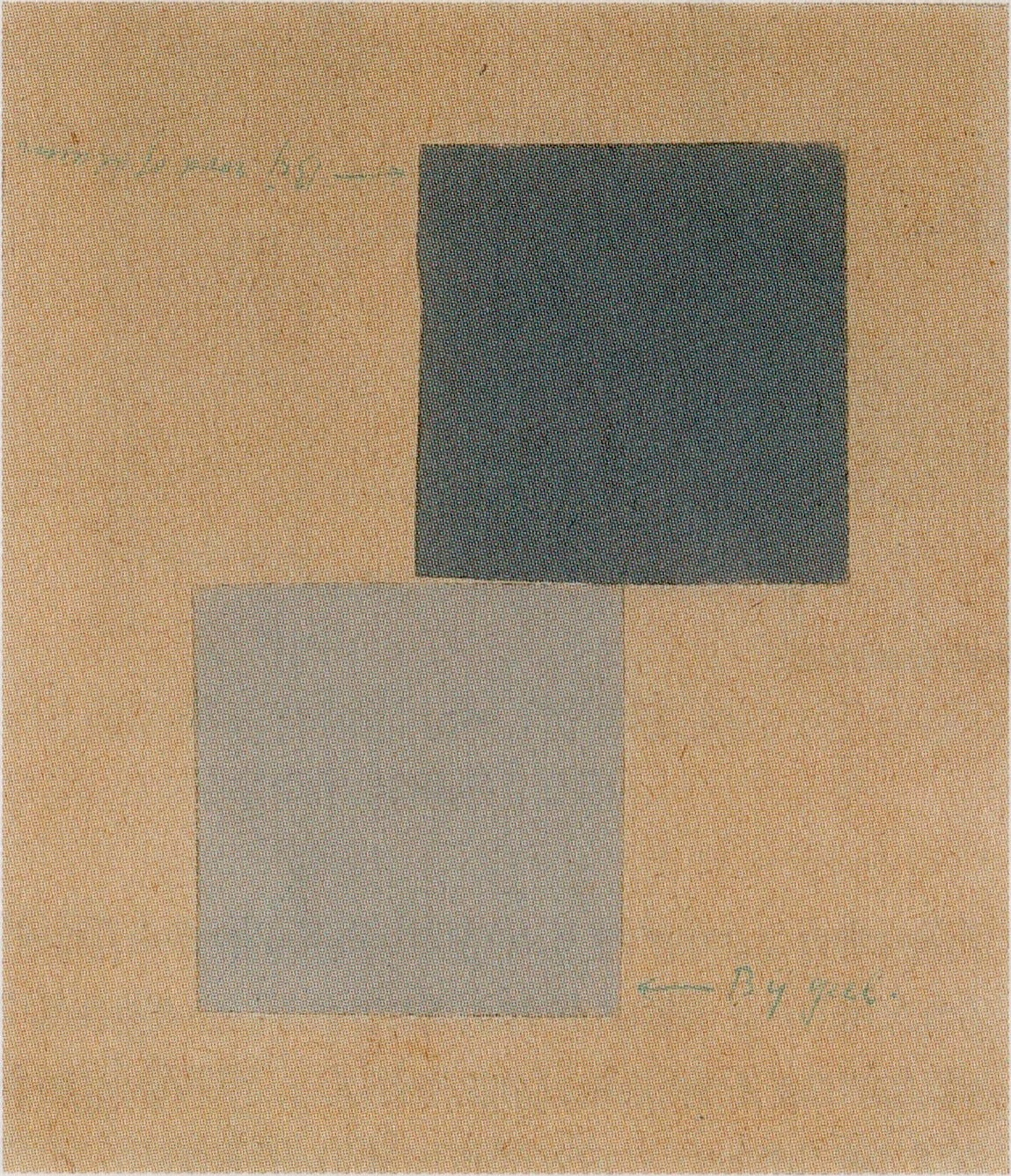
«Гармонія кольорів», Тео ван Дусбург, 1921 р.
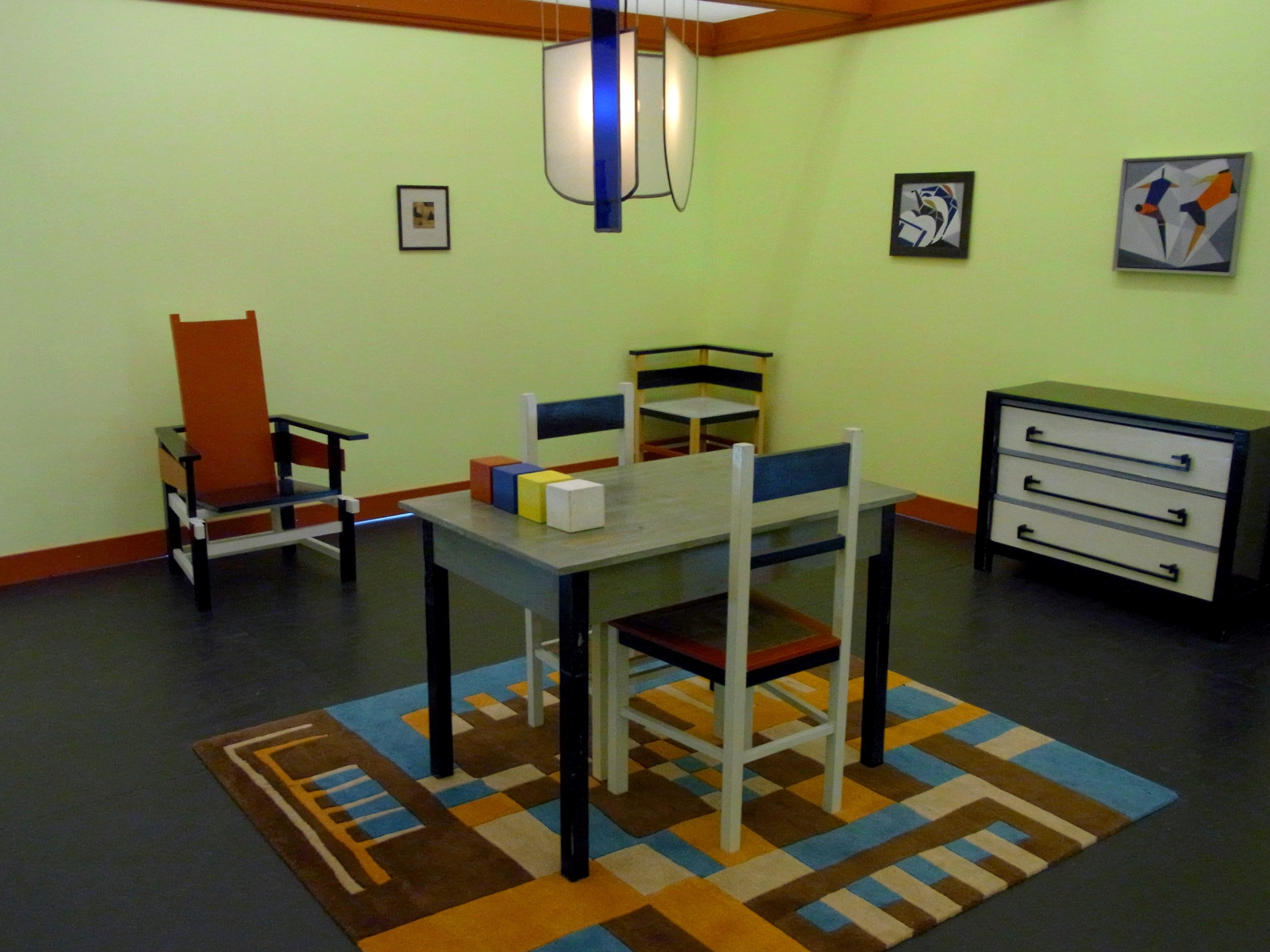
Дизайн кімнати, розроблений Тейсом Рінсемою